# Heslachhof
Der Heslachhof ist ein Weiler auf der Markung von Oberbrüden, einem Ortsteil der Gemeinde Auenwald im baden-württembergischen Rems-Murr-Kreis.

## Geographische Lage
Der Heslachhof liegt auf etwa 310 m ü. NHN im Naturraum Murrhardter Wald in Tallage am Heslachbach, der nach westlichem Lauf im Nachbarnaturraum Äußere Backnanger Bucht in den Brüdenbach mündet. Der Heslachbach nimmt im Ort den Trailklingenbach von rechts und den Geißklingenbach von links auf. Im Norden des Weilers erhebt sich der 424 m ü. NHN hohe Trailberg, ein ab dem mittleren Hang bis obenhin bewaldeter Westsporn des Berglandes, und im Osten der Waldhang des Schlegelsberg bis auf 474 m ü. NHN, der zuoberst in eine offene Hochebene des Murrhardter Waldes übergeht. Im Süden steigt das Waldgewann Heslacher Hau zu einem weiteren Westsporn des Berglandes an.

## Geschichte

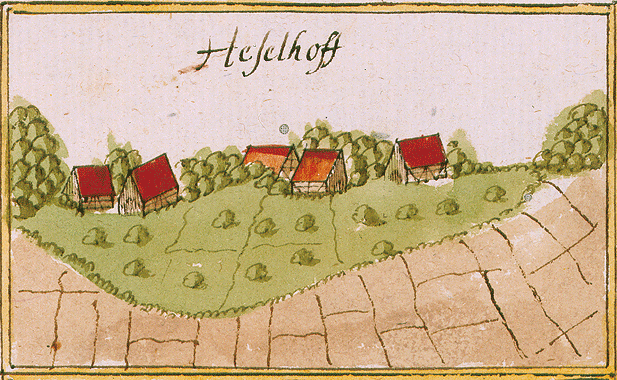
Ansicht von Andreas Kieser von 1686.

Der Name Heslach setzt sich aus den Bestandteilen Hasel (von der Haselnuss) und der Nachsilbe -ach (Bach, Gewässer) zusammen. Der Ortsname bedeutet als so viel wie Haselsträucher-Bach. Der Name kommt in Württemberg öfter vor, zum Beispiel Stuttgart-Heslach oder Walddorfhäslach. 
Zum ersten Mal erwähnt wurde der Heslachhof im Jahre 1252 als Heselach. 1393 erscheint die Siedlung als Heselbach und 1569 als Hesslach. Auf einer Karte von Georg Gadner heißt der Ort 1593 Heselhof. Im Forstlagerbuch von Andreas Kieser (1686) erscheint die erste Ansicht des Heslachhofs unter der Überschrift Heselhoff. Auf der Karte der Ebersberger Jagd von Johannes Weiß von 1757 heißt der Weiler Häslachhof. Danach änderte sich der Name nur noch geringfügig.
Im Mittelalter hatte das Augustiner-Chorherrenstift Backnang ein Erblehensgut im Heslachhof. Das Gebiet gehörte zum Herrschaftsbereich der hochadeligen Herren von Ebersberg, die Gefolgsleute der Staufer und der Württemberger waren. Im 14. Jahrhundert verarmten die Ebersberger und mussten ihre Burg Ebersberg 1328 an die Grafen von Württemberg verkaufen. Seit dieser Zeit gehört das Gebiet zu Württemberg und zum Ebersberger Amt. Politisch und kirchlich gehörte der Heslachhof stets zu Oberbrüden.

### Einwohnerentwicklung
- 1807/1808: 38 Einwohner[7]
- 1828: 33 Einwohner[8]
- 1835: 34 Einwohner[9]
- 1871: 45 Einwohner[10]